# Susan Collins

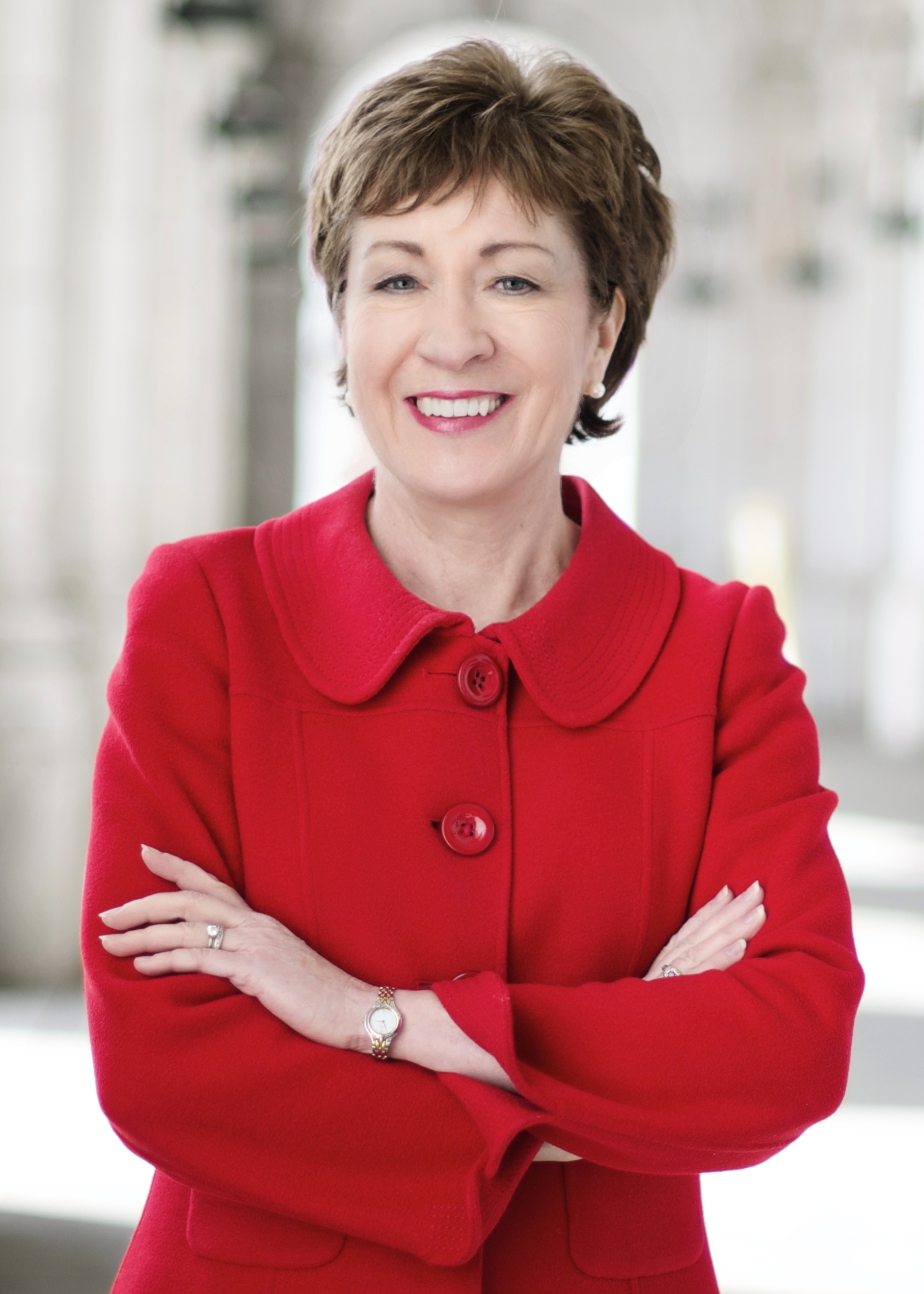
Susan Collins (2014)

Susan Margaret Collins (* 7. Dezember 1952 in Caribou, Maine) ist eine US-amerikanische Politikerin der Republikanischen Partei, die den Bundesstaat Maine seit dem 3. Januar 1997 im US-Senat vertritt. Sie war von Januar 2003 bis Januar 2007 Vorsitzende des Ausschusses für Homeland Security und von Januar 2015 bis Januar 2021 Vorsitzende des Sonderausschusses zu Fragen des Alters. Sie gilt als moderate Republikanerin, die bei verschiedenen Abstimmungen im Senat auch mit der demokratischen Fraktion gestimmt hat.

## Familie, Ausbildung und Beruf
Susan Collins ist die Tochter von Patricia M. und Donald F. Collins. Ihr Vater führte in fünfter Generation ein Holzverarbeitungsunternehmen (S. W. Collins Company) in Caribou und gehörte dem Maine State Senate an. Ihre Mutter war Bürgermeisterin Caribous, des Heimatorts der Familie, und Vorsitzende des Aufsichtsrats des Universitätssystems des Bundesstaates. Susan Collins ist eines von sechs Kindern. Die Katholikin irischer Abstammung absolvierte ein Studium an der St. Lawrence University. Sie arbeitete von 1975 bis 1987 für den republikanischen Senator William Cohen aus Maine, bis sie Vorsitzende der Kommission für Finanzregulierung in ihrem Heimatstaat wurde. 1992 arbeitete sie kurzfristig als Regionaldirektor Neuengland der Small Business Administration.
Collins heiratete im August 2012 Thomas Daffron, der eine Politikberatungsfirma in Washington, D.C. geleitet hatte und zuvor Stabschef verschiedener republikanischer US-Senatoren gewesen war.

## Politische Laufbahn

### Anfänge
Collins zog 1993 nach Massachusetts, wo sie 1993 stellvertretende Finanzministerin wurde. 1994 kehrte sie nach Maine zurück und kandidierte dort im selben Jahr für das Amt des Gouverneurs; sie belegte hinter dem Parteilosen Angus King und dem Demokraten Joseph E. Brennan den dritten Platz.

### Senatorin für Maine
Brennan und Collins trafen bei der Senatswahl 1996 wieder aufeinander; der Republikaner Cohen war nicht mehr zur Wahl angetreten. Collins erhielt 49, Brennan 44 Prozent. Am 3. Januar 1997 trat Collins ihr Mandat im Senat der Vereinigten Staaten an. Bei der Wahl 2002 verteidigte sie ihren Sitz mit 58 zu 42 Prozent gegen die Demokratin Chellie Pingree; 2008 und 2014 wurde sie jeweils mit großem Abstand auf Tom Allen und Shenna Bellows bestätigt.
Ihren ersten öffentlichkeitswirksamen Auftritt im Senat hatte Collins während des Impeachment-Verfahrens gegen Bill Clinton: Sie scheiterte mit dem Vorschlag, getrennte Abstimmungen durchzuführen, um einmal darüber abzustimmen, ob Clinton schuldig sei, und ein weiteres Mal, um ihn vom Amt abzusetzen. Nachdem dieser Plan gescheitert war, votierte sie für Freispruch, da sie ihn für schuldig hielt, die Anklagepunkte aber ihrer Ansicht nach nicht gewichtig genug waren, um Clinton des Amtes zu entheben.
Vor der Präsidentschaftswahl 2004 war sie als mögliche Ministerin für Innere Sicherheit in einem Kabinett John Kerry im Gespräch; sie galt als eine der wenigen Republikanerinnen, die für Kerry akzeptabel gewesen wären und so seinen Anspruch, alle Amerikaner zu repräsentieren, hätte symbolisieren können.
Nachdem die Republikaner bei der Wahl 2014 die Mehrheit im Senat zurückgewonnen hatten, wurde Collins im Jahr 2015 Vorsitzende des United States Senate Special Committee on Aging, eines Sonderausschusses, der sich mit der Alterung der Gesellschaft beschäftigt. Collins schloss lange eine Bewerbung als Gouverneurin Maines bei der Wahl im November 2018 nicht aus, da der republikanische Amtsinhaber Paul LePage wegen Amtszeitbegrenzung nicht mehr antreten konnte.
Ihre Wiederwahl 2020 galt als gefährdet, zumal Collins nach ihrer Unterstützung des Supreme-Court-Kandidaten Brett Kavanaugh Widerstand von Aktivisten erfuhr, die in kurzer Zeit vier Millionen US-Dollar Spenden für einen (noch nicht benannten) demokratischen Herausforderer sammelten. In der parteiinternen Vorwahl setzte sie sich gegen den Trump-Anhänger Derek Levasseur durch.
Bei der Wahl 2020 konnte sie ihren Sitz im Senat gegenüber ihrer Herausforderin Sara Gideon, der bisherigen Sprecherin des Repräsentantenhauses Maines von der Demokratischen Partei, mit 51 % zu 42 % behaupten. Somit läuft ihr Senatsmandat bis zum 3. Januar 2027. Der in Maine relativ unpopuläre republikanische Präsident Donald Trump lag bei der gleichzeitig abgehaltenen Präsidentschaftswahl mehr als 9 Prozentpunkte hinter seinem demokratischen Herausforderer Joe Biden. Als ein besonderer Pluspunkt wurde ihre Einflussnahme bei der Sicherung von staatlichen Großaufträgen für die Bath-Iron-Works-Werften in Maine gesehen. Die demokratische Gegenkandidatin Sara Gideon war in nahezu jeder Umfrage vor der Wahl als Favoritin gehandelt worden.
Nach dem Sturm auf das Kapitol unterstützte sie das zweite Amtsenthebungsverfahren gegen Donald Trump und stimmte als einer von 7 republikanischen Senatoren für einen Schuldspruch Trumps.

## Positionen
Collins gilt als gemäßigte Republikanerin der politischen Mitte und vertritt insbesondere in gesellschaftspolitischen Fragen liberale Positionen. Sie gehört der Republican Main Street Partnership an, die sich für eine enge Zusammenarbeit mit moderaten Demokraten einsetzt. Sie hat Stammzellenforschung befürwortet und dagegen gestimmt, Abtreibungen weiter einzuschränken. Ebenso war sie dagegen, einen Verfassungszusatz einzuführen, der gleichgeschlechtliche Ehen verboten hätte. In Wirtschaftsfragen stimmte sie des Öfteren mit der demokratischen Minderheit und gegen mehrere Teile von George W. Bushs Steuersenkungsvorhaben; ebenso war sie dafür, Ölbohrungen in Alaska zu beschränken. Im März 2015 verweigerte sie als eine von 7 der damals 54 republikanischen US-Senatoren einem öffentlichen Brief die Unterschrift, der gegen Obamas Verhandlungen zur Kontrolle des iranischen Atomprogramms gerichtet war.
Am 9. August 2016 gab Collins bekannt, bei der Präsidentschaftswahl 2016 nicht für den republikanischen Kandidaten Donald Trump stimmen zu wollen. Dies falle ihr schwer, da sie zeitlebens Republikanerin sei. Sie begründete ihren Schritt damit, dass Trump andere Menschen nicht mit Respekt behandele.
Während Donald Trumps erster Präsidentschaft war Collins einige Male unter den entscheidenden Senatoren, die nicht immer mit der republikanischen Fraktion stimmten. Collins und ihre republikanische Amtskollegin Lisa Murkowski stimmten am 7. Februar 2017 im Senat gegen die als Bildungsministerin im Kabinett Trump I nominierte Betsy DeVos. Dies führte zu einem Patt von 50 zu 50 Stimmen, was zur Entscheidung durch den Vizepräsidenten der USA Mike Pence führte. Erstmals in der Geschichte der Vereinigten Staaten wurde ein Kabinettsmitglied durch die Stimme des Vizepräsidenten bestätigt. Murkowski und Collins begründeten ihr Votum damit, dass DeVos eine zu einseitige Haltung zum Bildungssystem habe und private Schulen den öffentlichen vorziehe.
Collins lehnte 2017 die von der republikanischen Mehrheit im Kongress angestrebte Gesundheitsreform ab, die Trump im Wahlkampf zur Abschaffung von Obamacare versprochen hatte. Die vorgeschlagenen Varianten könne sie wegen der vorgesehenen starken Streichungen bei Medicaid nicht mittragen. Als eine von drei republikanischen Senatorinnen erklärte sie am 18. Juli 2017, auch den Plan zu verweigern, Obamacare zunächst abzuschaffen und innerhalb von zwei Jahren einen Ersatz auszuarbeiten. Am 28. Juli 2017 stimmte Collins mit den Demokraten gegen eine weitere Gesetzesvorlage der Republikaner im Senat, die nur noch Grundzüge der Abschaffung von Obamacare enthielt. Im Zusammenspiel mit ihren Parteifreunden Lisa Murkowski und John McCain lehnte sie diesen Entwurf ab, was die gegen Obamacare gerichtete Gesetzgebungsarbeit bis auf Weiteres vollständig stoppte.
Vor der entscheidenden Abstimmung zur Bestätigung des von Präsident Trump vorgeschlagenen Supreme-Court-Kandidaten Brett Kavanaugh war Collins zusammen mit Jeff Flake, Lisa Murkowski sowie den Demokraten Heidi Heitkamp und Joe Manchin lange unentschieden. Sie stimmte am 5. Oktober 2018 dafür, am Folgetag abzustimmen, und erklärte in einer Rede ihre Unterstützung für Kavanaugh, wodurch sie die Mehrheit für die Bestätigung am Folgetag sicherte. Während der Rede brach eine Website wegen Überlastung zusammen, die Spenden für einen Gegner Collins’ bei deren anstehender Wiederwahl 2020 sammelte und bis dahin über 2,2 Millionen Dollar eingeworben hatte.
Nach dem Tod der Richterin am Supreme Court Ruth Bader Ginsburg kurz vor der Präsidentschaftswahl 2020 äußerte Collins die Ansicht, dass erst der neu gewählte Präsident ihren Nachfolgekandidaten für den Obersten Gerichtshof der Vereinigten Staaten nominieren solle. Bei der finalen Abstimmung im Senat am 26. Oktober 2020 stimmte Collins als einzige Republikanerin zusammen mit allen Demokraten gegen die von Präsident Donald Trump nominierte Nachfolgekandidatin Amy Coney Barrett, die mit 52 zu 48 Stimmen als Richterin bestätigt wurde.
Am 24. Januar 2025 gab sie bekannt, gegen den von Trump als Verteidigungsminister vorgeschlagenen Pete Hegseth zu stimmen, da sie ihn für nicht ausreichend qualifiziert halte.